# Torsten Kumfeldt
Torsten Kumfeldt, né le 4 janvier 1886 à Örebro et mort le 2 mai 1966 à Stockholm, est un nageur et joueur de water-polo sudéois. 
Avec l'équipe de Suède de water-polo masculin, il est médaillé d'argent aux Jeux olympiques de 1912 et médaillé de bronze aux Jeux olympiques de 1908 ainsi qu'aux Jeux olympiques de 1920. Il participe aussi au 200 mètres brasse des Jeux de 1908, mais est éliminé dès les séries de qualification.
Il fait partie du comité d'organisation des épreuves aquatiques des Jeux olympiques de 1912 à Stockholm.